# 大村益夫
大村 益夫（おおむら ますお、1933年5月20日 - 2023年1月15日）は、中国・朝鮮文学者、早稲田大学名誉教授。

## 生涯
東京生まれ。父は童謡詩人の大村主計。1957年早稲田大学政治経済学部卒、1962年東京都立大学 (1949-2011)大学院中国文学専攻博士課程中退。1964年早稲田大学専任講師、1972年早大語学教育研究所助教授、教授。2002年定年、名誉教授。
2013年4月瑞宝中綬章受章。
2023年1月15日、悪性リンパ腫により死去。89歳没。

## 著書
- 『愛する大陸よ 詩人金竜済（朝鮮語版）研究』大和書房 1992
- 『中国朝鮮族文学の歴史と展開』緑蔭書房 2003
- 『朝鮮近代文学と日本』緑蔭書房 2003

### 共編著
- 『朝鮮文学関係日本語文献目録』任展慧共編著 プリントピア 1984
- 『朝鮮を知る事典』伊藤亜人,高崎宗司,武田幸男,吉田光男,梶村秀樹共監修 平凡社 1986　『韓国朝鮮を知る事典』2014
- 『わかりやすい朝鮮語の基礎』権泰日共著 東洋書店 1995
- 『朝鮮文学関係日本語文献目録 1882.4～1945.8』布袋敏博共編 製作: 緑陰書房 1997
- 『大村主計全集』全4巻 編 緑蔭書房 2007

### 翻訳
- 『中国の思想 第6　老子・列子』経営思潮研究会 1964、改訂版・徳間書店、1978、徳間文庫 2008。列子を編訳。老子は奥平卓訳
- 尹世重『赤い信号弾』新日本出版社 世界新少年少女文学選 1967
- 金允植『傷痕と克服 韓国の文学者と日本』朝日新聞社 1975
- 『火の犬』訳注 高麗書林 韓国語対訳叢書 1(童話篇)　1975
- 林鍾国『親日文学論』高麗書林 1976
- 金顕杓『ある抗日運動家の軌跡 "不逞鮮人"の証言』南里知樹共編 龍溪書舎 1978
- 『朝鮮短篇小説選』長璋吉・三枝寿勝共編訳 岩波文庫（上下） 1984
- 「延辺朝鮮族自治州概況」執筆班『中国の朝鮮族 延辺朝鮮族自治州概況』むくげの会 1987
- 『韓国短篇小説選』長璋吉・三枝寿勝共編訳 岩波書店 1988
- 崔紅一『都市の困惑』早稲田大学出版部 新しい中国文学 1993
- 『耽羅のくにの物語 済州島文学選』編訳 高麗書林 1996
- 『対訳詩で学ぶ朝鮮の心』編訳 青丘文化社 1998
- 『近代朝鮮文学日本語作品集 1939-1945 創作篇』全6巻 布袋敏博共編 緑蔭書房 2001
- 『近代朝鮮文学日本語作品集 1939-1945 評論・随筆篇』全3巻 布袋敏博共編 緑蔭書房 2002
- 『近代朝鮮文学日本語作品集 1901～1938 創作篇』全5巻 布袋敏博共編 緑蔭書房 2004
- 『近代朝鮮文学日本語作品集 1901～1938 評論・随筆篇』全3巻 布袋敏博共編 緑蔭書房 2004
- 『金鍾漢全集』藤石貴代・沈元燮,布袋敏博共編 緑蔭書房 2005
- 姜敬愛『人間問題』平凡社 朝鮮近代文学選集 2006
- 『近代朝鮮文学日本語作品集 1908～1945 セレクション』全8巻 布袋敏博共編 緑蔭書房 2008
- 『風と石と菜の花と 済州島詩人選』編訳 新幹社 2009

## 論文
- <大村益夫